# مسجد جامع خوزان
مسجد جامع خوزان' مربوط به دوره‌های ایلخانیان، صفویه و قاجاریه است و در خمینی شهر، محله خوزان
```
، خیابان شریعتی واقع شده و این اثر در تاریخ 
۲۶ آبان ۱۳۷۵
 با شمارهٔ ثبت ۱۷۶۱ به‌عنوان یکی از 
آثار ملی ایران
 به ثبت رسیده‌است.
[
۱
]
```

مسجد جامع خوزان خمینی شهر مسجدی است چهار ایوانی که در قرن ۸ هجری بر روی آثار دورهٔ سلجوقی در زمان ایلخانی مغل بنا شداست.

## تاریخچه مرمت
در دورهٔ صفوی(۱۰۶۸ هجری) تعمیرات و الحاقات بسیاری در این بنا انجام شد. ایجاد مناره و گلدسته بر روی جرزهای ایوان جنوبی و نقاشی‌های تزیینی با نقوش گل و بته و اسلیمی در زیر نیم طاق‌های چهر ایوان اصلی صحن حیاط است در دورهٔ قاجاریه نیز شبستان زمستانی (بیت الشتا) در ضلع غربی گسترش و تعمیر قرار گرفت.

## معماری
از سایر ویژگی‌های این بنا مقرس کاری و قطار بندی به همراه گچبری و تزیینات معقلی و کاشی کاری و مشبک گچی و آجری با ستون‌های سفالی تراش در قسمت شبستان اشاره کرد. لازم است ذکر شود این بنا سالم بوده و در طول سال هم در آن نماز و مراسم برگزار می‌شود.
مسجد جامع خوزان در زمره مسجدهای چهارایوانی محسوب می‌شود. بنا مشتمل بر صحن، ایوان، گنبدخانه و شبستان‌های ستون‌دار است که با کاشی و آجر تزئین و نماسازی شده‌اند. حیاط مسجد، مربع شکل است و در هر ضلع آن ایوانی قرار گرفته‌است. شبستان مسجد در عقب ایوان باختری واقع شده‌است. این شبستان، ۲۰ ستون سنگی با ارتفاع تقریبی ۲متر از سنگ پارسی دارد که به‌وسیله قطعاتی از سنگ مرمر شفاف از بالا نور را جذب می‌کند. در حال حاضر، کتیبه‌ای در مسجد نیست و تنها یک سنگاب با کتیبه‌ای به تاریخ رمضان ۱۱۰۸ هجری قمری وقف حاجی حیدر، دیده می‌شود. معماری مسجد به شیوه معماری مساجد قرن هشتم است و آثار فعلی و تزیینات آن مربوط به عصر صفویه بوده و در آن دوره به بنا اضافه شده‌است.